# Kasteel van Chastellux
Het Kasteel van Chastellux (Frans: Château de Chastellux) is een kasteel in de Franse gemeente Chastellux-sur-Cure.
Het kasteel werd gebouwd in de elfde eeuw en werd voor het eerst vermeld in 1116. Het kasteel ligt een strategisch plaats boven de vallei van de Cure. Het kasteel volgt met zijn droehoekig grondplan de vorm van de rots waarop het is gebouwd. De heren van Chastellux behoorden tot de voornaamste edelen van de Avallonnais. De Tour Saint-Jean zou teruggaan op de donjon van het eerste kasteel. Het kasteel zelf gaat grotendeels terug tot de vijftiende eeuw.